# フィリッポ1世・ディ・サヴォイア
フィリッポ1世・ディ・サヴォイア（イタリア語：Filippo I di Savoia, 1207年 - 1285年8月15/16日）は、サヴォイア伯（在位：1268年 - 1285年）。伯位に即く前は、ヴァランス司教（在位：1241年 - 1267年）、ヴィエンヌ司祭（在位：1241年 - 1267年）、およびリヨン大司教（在位：1245年 - 1267年）であった。

## 生涯
フィリッポ1世はサヴォイア伯トンマーゾ1世とマルグリット・ド・ジュネーヴの8男として、エーグベルで生まれた。フィリッポは聖職への道が決められていた。1236年、兄のヴァランス司教グリエルモがフィリッポにヒリンドン、オックスニーおよびゲディントンの聖職の地位を得るためイングランド王ヘンリー3世に交渉し成功した。1240年、フィリッポはローザンヌ司教の候補者となったが、断念せざるを得なかった。そのかわり、フィリッポは1241年にヴァランス司教となった。兄トンマーゾ2世は、フィリッポをフランドル宰相およびブルージュのサン・ドナティアン教会の長とした。
1243年、ヘンリー3世がガスコーニュで戦っている間に、フィリッポは妹ベアトリーチェおよび姪サンチャを連れて同じく姪で王妃のエリナー、ヘンリー3世および2人の間に生まれたばかりのベアトリスのもとを訪れた。この訪問は包囲されていたヘンリーにとって非常に元気づけられる出来事であり、フィリッポはさらに贈り物を与えられた。
1244年、教皇インノケンティウス4世がローマから逃亡したが、フィリッポは教皇がサヴォイア領内を通過できるよう、兄サヴォイア伯アメデーオ4世を説得した。フィリッポは教皇をリヨンまで案内し、教皇の安全が確保できるようになるまで、教皇と共にとどまった。教皇はフィリッポに1245年のリヨン大司教選出を約束した。
その間、フィリッポは商業を通して統治を行うという一族の方針を進めた。1248年、領内で商人が食事に対して支払う税金を下げるようエイマー3世・ド・ヴァランティノワに交渉しており、その後数年にわたり領内の町に対して特許状を発行した。
フィリッポの望みに反して、フィリッポはサヴォイア伯の後継者となってしまったため、フィリッポは聖職を辞め、1267年6月12日にブルゴーニュ女伯アリックスと結婚した。翌1268年にフィリッポはサヴォイア伯となり、1272年にはブレス伯領も手に入れた。フィリッポは最初にサヴォイアの権力の増強に成功した一方、1282年にはローマ王ルドルフ1世、アンジュー伯・プロヴァンス伯のシャルル、ヴィエノワのドーファン、およびジュネーヴ伯と対立した。
フィリッポは姪エリナーとその息子イングランド王エドワード1世を領地の裁定人とし、甥アメデーオ5世を継承者に指名し、1285年に子供がいないまま死去した。